# Miles Mander
Miles Mander, född 14 maj 1888 i Wolverhampton i Staffordshire, död 8 februari 1946 i Hollywood i Los Angeles, Kalifornien, var en brittisk (engelsk) skådespelare, regissör, manusförfattare, romanförfattare och pjäsförfattare. Han har även varit verksam under namnet Luther Miles. Mander medverkade totalt i över 100 filmer.

## Filmografi (i urval)
- 1925 – Lustgården
- 1928 – Parisiskor
- 1930 – Mord
- 1933 – Kvinnorna kring kungen
- 1939 – Lilla prinsessan
- 1939 – Svindlande höjder
- 1940 – Förbannelsens hus
- 1942 – Att vara eller icke vara
- 1944 – Mord, min älskling!
- 1945 – Dorian Grays porträtt
- 1947 – Kvinnan utan alibi